# Chotín
Chotín (maďarsky Hetény) je obec na Slovensku v okrese Komárno. První písemná zmínka o vesnici pochází z roku 1138. Žije v něm přibližně 1 400 obyvatel. Rozloha obce činí 20,43 km². V obci je Základní škola Lajosa Tarczyho s maďarštinou jako vyučovacím jazykem. V katastrálním území obce leží přírodní rezervace Chotínske piesky.

## Osobnosti
- Lajos Tarczy (1807–1881), filozof